# ليندا سولومون
ليندا سولومون (بالإنجليزية: Linda Solomon)‏ هي صحفية أمريكية، ولدت في 10 مايو 1937 في بوسطن في الولايات المتحدة.